# Англен (река)
Англен (фр. Anglin) је река у Француској. Дуга је 91 km. Улива се у Гартан. 